# Fleurety
Fleurety – norweska grupa muzyczna początkowo wykonująca black metal, obecnie grająca metal awangardowy. Grupa powstała w 1991 roku w Ytre Enebakk (mała wioska niedaleko Oslo) z inicjatywy Sveina Egila Hatlevika (perkusja, śpiew, syntezator) oraz Alexandra Nordgarena. (gitara elektryczna, gitara basowa, śpiew)
W 1993 roku zespół nagrał demo Black Snow, a krótko po nim w roku 1994 wydał swój pierwszy minialbum na płycie winlowej A Darker Shade of Evil.
W roku 1995 zespół wydał swój pierwszy studyjny album Min Tid Skal Komme przy udziale dwóch wytwórni płytowych Aesthetic Death Records i Misanthropy Records. Album zawierał pięć utworów, które łączyły w sobie wiele różnych stylów. Na płycie wykorzystano wiele elementów muzyki folkowej jak i śpiew wykonany przez norweską piosenkarkę popową Marian Aas Hansen.
W roku 1999 zespół wydał swój drugi minialbum Last-Minute Lies wydany nakładem wytwórni muzycznej Supernal Music.
Fleurety wydał swój drugi album studyjny Department of Apocalyptic Affairs w 2000 roku. Stanowi on wielkie zmiany w stylu zespołu, ponieważ zawiera więcej muzyki Jazzowej a także elementów Electroniki niż w poprzednich nagraniach. Zauważalne jest także znaczniejsze niż na poprzednich albumach odejście od typowego brzmienia gatunku.
Swój udział w powstawaniu tego albumu miało wielu znanych muzyków ze sceny black metalowej jak i metalu awangardowego takich jak:
Tore Ylwizaker (członek zespołu Ulver), Hellhammer i Maniac z Mayhem, Carl-Michael Eide z Aura Noir, Ved Buens Ende oraz Steinar Sverd Johnsen z Arcturus.

## Dyskografia
| Dema - Black Snow (1993, wydanie własne) - Promo '95 (1995, wydanie własne) Płyty studyjne - Min Tid Skal Komme (1995, Aesthetic Death) - Department of Apocalyptic Affairs (2000, Supernal Music) |  | Minialbumy - A Darker Shade of Evil (1994, Aesthetic Death) - Last-Minute Lies (1999, Supernal Music) - Ingentes Atque Decorii Vexilliferi Apokalypsis (2009, Aesthetic Death) - Evoco Bestias (2010, Aesthetic Death) |